# Per Schöldberg
Per Schöldberg (1962) é um político sueco. Desde 12 de março de  2019 Per serve como membro do Riksdag em representação do círculo eleitoral do condado de Kronoberg. Ele tornou-se membro após a renúncia de Eskil Erlandsson.